# 髙爵
髙爵，山西保徳人，明朝政治人物，举人出身。

## 生平
洪武十七年，山西乡试中举。后担任監察御史。